# 梁穎妍
梁穎妍（英語：Winnie Leung，1974年—）香港美容專欄作者，自我增值課程培訓導師，自稱為「人生教練」，曾接受整容手術。因曾發表多篇批評香港男性的文章及言論而成為網上具爭議性人物。

## 簡歷
梁穎妍於加拿大約克大學心理學系畢業，曾任職於摩根士丹利、傳媒及廣告公司，為门萨国际會員。1998年曾任職報章名人版記者，其後成為誇媒體寫作人，獲邀於《東方新地》屬下《More》雜誌的《瘦身教室》撰寫美容專欄。2009年獲評為「我最喜愛 more blogger」。出版著作有《男人爭氣手冊》及《美肌瘦身秘笈 － 專家扮靚瘦身實錄》。
2006年，梁穎妍於《都市日報》的「香江人語」專欄撰寫數篇批評香港男性的文章，引起網上激烈討論，部份網民批評梁穎妍物質主義，為「港女」中的樣版。當中一篇《男人請「踭」氣》令同欄另外兩位作者，包括文化評論家梁文道及香港大學尖子鄭浩文先後撰文回應。
2010年3月，梁穎妍被無綫電視《星期二檔案》單元《中女告白》訪問，再度發表對香港男女的看法；同年出演古巨基大碟《時代》單曲《鑽石敗犬》MV女主角之一。2012年2月，於無線翡翠台《三個女人一個墟》任節目嘉賓。2012月4月，以多重身份，包括Coach、美容及形象指導參與無線真人秀電視節目《盛女愛作戰》。同月被有第一才子之稱的陶傑邀請於其電台節目《光明頂》任特別嘉賓。商業電台行政總裁陳志雲更邀請擔任兩性關係電台節目《大龍鳳》的主持。

## 盛女愛作戰
2012年4月，在無綫電視真人秀節目《盛女愛作戰》中擔任顧問，兼任盛女們的Coach、美容及形象指導，幫助她們由內至外裝備好，準備隨時迎接王子出現。節目中播出後引來不少觀眾及網民回嚮，當中有人讚賞，有人批評。

## 整容
梁穎妍曾於其專欄及博客中，坦白公開分享其整容手術的經歷，包括眼皮整型手術及到韓國隆鼻等。

## 出版著作
- 《男人爭氣手冊》三次坊出版 ISBN 978-988-18506-9-0 [9]
- 《美肌瘦身秘笈 － 專家扮靚瘦身實錄》青森文化 ISBN 978-988-8122-42-4 [10]

## 資料來源
1. 1 2  鬧爆《盛女》參賽者　整容 Winnie：抵佢哋死 （页面存档备份，存于） FACE，2012年4月11日
2. ↑  .   [2012-04-16]. （原始内容存档于2012-03-17）.
3. ↑  智商超爆入會勁難神秘天才會「Mensa」大揭秘 （页面存档备份，存于） 東周刊，第384期，2011年1月8日
4. 1 2  Winnie做記者愛攀附 （页面存档备份，存于） 蘋果日報，2012年4月16日
5. ↑  .   [2012-04-16]. （原始内容存档于2016-03-04）.
6. ↑  [永久]
7. ↑  男人請「足爭」氣！香江人語  都市日報，2006年7月11日
8. ↑  黃洋達：人生教練有問題 （页面存档备份，存于） 蘋果日報，2012年4月13日
9. ↑  .   [2012-04-16]. （原始内容存档于2011-11-25）.
10. ↑  .   [2012-04-16]. （原始内容存档于2012-02-15）.

## 外部連結
- more Blogger - Winnie Leung 梁穎妍博客
- 梁穎妍Facebook 專頁